# شورش جنوب یمن
شورش جنوب یمن، اصطلاحی است که توسط دولت یمن برای توصیف اعتراضات و حملات به نیروهای دولتی در جنوب یمن که از ۲۷ آوریل ۲۰۰۹ ادامه دارد، به کار می‌رود. گرچه این خشونت‌ها، برعهده عناصر جنبش جدایی‌طلب جنوب قرار گرفته است، رهبران این گروه، معتقدند که اهداف استقلال‌طلبی آنها باید از راه‌های مسالمت‌آمیز محقق شود و ادعا می‌کنند که حملات شهروندان عادی، در پاسخ به اقدامات تحریک‌آمیز دولت، صورت می‌گیرد. این شورش، در بحبوحه شورش حوثی‌ها در شمال کشور، صورت گرفت. رهبران جنوبی، یک جدایی کوتاه و ناموفق را در سال ۱۹۹۴، پس از اتحاد، رهبری کردند و بسیاری از آنها، در جنبش جدایی کنونی نیز شرکت دارند. شورشیان جدایی‌طلب جنوبی، عمدتاً در منطقه یمن جنوبی سابق و استان ضالع، فعال هستند. آن‌ها توسط امارات متحده عربی حمایت می‌شوند، هرچند که امارات، از اعضای ائتلاف تحت رهبری عربستان سعودی در حمایت از دولت یمن نیز هست.